# Svenska mästerskapen i fälttävlan 2012
Svenska mästerskapen i fälttävlan 2012 avgjordes i Baldersnäs. Tävlingen var den 62:e upplagan av Svenska mästerskapen i fälttävlan.

## Resultat
| Placering | Ryttare             | Häst              |
| --------- | ------------------- | ----------------- |
| 1         | Viktoria Carlerbäck | Volt af Källstorp |
| 2         | Anna Hassö          | Clover            |
| 3         | Frida Andersén      | Herta             |